# Audaces (Latinoamérica)
Audaces es una multinacional brasileña especializada en el desarrollo de tecnologías para la industria de la moda.
Los productos de hardware más conocidos de la empresa incluyen la máquina de corte Audaces Neocut Bravo, la extendedora automática Audaces Linea, el plotter de corte Audaces Jet Lux y el cuadro digitalizador de patrones Audaces Digiflash.
Además, la marca también ofrece la multisolución Audaces360, que incluye software de creación, como Audaces Fashion Studio y Audaces Idea; software de patronaje, como Audaces Patrones y Audaces Tizada; y software de gestión de colecciones, como Fashion PLM Audaces Isa.
Recientemente, Audaces adquirió Sizebay, ampliando su negocio con soluciones como probadores virtuales, recomendaciones de tallas y combinación de prendas para el comercio electrónico de moda.

## Historia

### Fundación y primeros pasos
Audaces fue fundada en 1992 por Claudio Roberto Grando y Ricardo Cunha, ambos graduados en Ciencias de la Computación por la Universidad Federal de Santa Catarina (UFSC).
Inicialmente, desarrollaron un software para optimizar el corte de chapa de madera, dirigido a la industria del mueble. Luego se dieron cuenta de que muchos de los desafíos de este sector eran similares a los de la industria de la moda. Así nació una solución intuitiva que revolucionaría la industria de la moda tanto en Brasil como a nivel internacional.
El nombre Audaces deriva de la palabra “audacia”, el principal valor compartido por la empresa.

### Inicio de la expansión internacional
Durante la década del 2000, la compañía expandió sus operaciones internacionalmente, consolidándose como un referente en América Latina y Europa.
En 2017, la empresa invirtió en una sede en Rovereto, Italia, tras un estudio de viabilidad económica. El objetivo fue fortalecer su presencia en el mercado europeo y desarrollar alianzas estratégicas con importantes marcas del sector textil y de la confección.
Además, Audaces comenzó a participar como expositor en ferias internacionales de la industria de la moda, como Colombiatex, DTG Bangladesh, Emitex, Intermoda, Samab y Texprocess.

### Adquisiciones y nuevas inversiones
En 2022, Audaces celebró 30 años de actuación en el mercado, consolidando su posición como uno de los principales actores globales en tecnología de moda.
La empresa anunció una inversión de R$ 1.000 millones hasta 2030 para expandir sus operaciones y fortalecer su posición en el sector. La inversión incluye el desarrollo de nuevas tecnologías, la expansión de la infraestructura y el aumento de su presencia internacional.
En 2024, Audaces adquirió Sizebay, empresa especializada en tecnología de recomendación de tallas para comercio electrónico. La adquisición forma parte de la estrategia de la compañía para ampliar su portafolio de soluciones digitales y fortalecer su presencia global.

### Cambio de presidencia
También en 2024, Audaces experimentó una transición en su liderazgo ejecutivo. Claudio Roberto Grando, uno de los fundadores de la compañía, cedió el cargo de CEO para las Américas a Matheus Diogo Fagundes. Paralelamente, Magner Steffens asumió el cargo de CEO para los mercados de Europa, Asia y África.
Este cambio se enmarca en la estrategia de modernización y expansión de la compañía, con foco en la transformación digital y la Industria 4.0.
Claudio Grando y Ricardo Cunha, cofundador, permanecen como miembros del consejo estratégico, contribuyendo a la dirección de la compañía en el escenario global.

## Productos y soluciones
Audaces desarrolla software y equipos para confecciones de moda. Las principales soluciones que ofrece son:

### Software
- Audaces360: Plataforma que integra soluciones de diseño, patronaje y producción.[5]
  - Audaces Isa – Sistema de gestión de colecciones.
  - Audaces Fashion Studio – Software para crear ropa en 3D.
  - Audaces Idea – Programa para dibujos técnicos, fichas técnicas y cálculo de pre-costo.
  - Audaces Digiflash – Sistema para digitalización de patrones físicos.
  - Audaces Patrones – Programa para la creación de patrones digitales.
  - Audaces Tizada – Software para optimizar el aprovechamiento de tejidos.

- Size & Fit: Tecnología de probadores virtuales para comercio electrónico de moda.

- Fashion Hub: Ecosistema para recomendaciones de tallas personalizadas y combinación de prendas.

### Equipo
- Cutting Room 4.0: Conjunto de soluciones para la automatización del corte textil.
  - Audaces Neocut Bravo – Máquina para corte automático de tejidos.
  - Audaces Neocut Fit – El equipo de corte con la mejor relación calidad-precio.
  - Audaces Linea – Extendedora automática para grandes producciones.
  - Audaces Easy – Extensor compacto para tiendas de ropa pequeñas y medianas.
  - Audaces Pratica – Mesa para extender tejidos.
  - Audaces ICF – Sistema de gestión de salas de corte.

- Plotter Audaces Jet Lux: Impresora para patrones de grán porte.

- Plotter Audaces Essence: Impresora de patrones ideal para confecciones principiantes.

- Audaces Digiflash: Cuadro de digitalización de patrones físicos.

### Adicionales
- Audaces Sofia: Inteligencia artificial aplicada a la creación de moda.

- Audaces 3D: Simulación tridimensional de prototipos virtuales.

- Audaces Supera Max: Gestión automática de tizadas.

- Integración con ERPs: Conectividad con sistemas de gestión empresarial.

## Premios y reconocimientos
Audaces ha sido premiada por su innovación en el sector textil, recibiendo importantes reconocimientos, como:
- Destacada como una de las 10 mayores innovaciones de Brasil en la VII Conferencia Anpei[6]
- Premio a la Innovación, IMB – Alemania[7]
- Finalista del Premio MAKE Brasil[7]
- Premio FINEP Innovación 2009, etapa Región Sur, en la categoría mediana empresa[8][9]

Estos premios reflejan la intención de Audaces de promover la evolución tecnológica y sostenible en el mercado textil.